# Tapping Reeve
Tapping Reeve (Brookhaven, 1º ottobre 1744 – Litchfield, 13 dicembre 1823) è stato un giurista e insegnante statunitense.
Nel 1784 aprì una scuola di Legge a Litchfield, la prima scuola ad offrire un curriculum completo in ambito legale negli Stati Uniti.
Dal 1798 Reeve è stato nominato giudice presso la Corte Superiore del Connecticut, per poi passare nel 1814 a Giudice supremo di detto Stato.

## Scritti
- The Law of Baron and Femme, of Parent and Child, Guardian and Ward, Master and Servant, and of the Powers of Courts of Chancery with an Essay on the Terms Heir, Heirs, and Heirs of the Body (1816)
- Treatise on the Law of Descents in the Several United States of America (1825).